# South Devon Football League
De South Devon Football League is een Engelse regionale voetbalcompetitie en telt acht divisies. De Premier Division bevindt zich op het twaalfde niveau in de Engelse voetbalpyramide.